# Bassa-Schrift

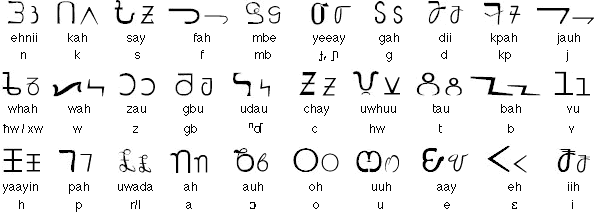
Zeichen der Bassa-Schrift

Die Bassa-Schrift, Eigenbezeichnung Bassa vah oder schlicht Vah ('ein Zeichen werfen' in Bassa) ist das Alphabet des Bassa-Volkes für ihre Sprache Bassa, eine Kru-Sprache.

## Geschichte
Die Schrift wurde vor 1907 mit Hilfe von liberianischen Missionaren entwickelt. Das erste Lehrbuch wurde um 1907 gedruckt. Zur Ausbreitung der Schrift verhalf Thomas Narvin Lewis (c. 1880-), während er in der Syracuse University in den Vereinigten Staaten studierte. Lewis kehrte zurück nach Liberia, wo er anfing, seine Schrift Bassa-Kindern zu unterrichten.
Eine Typografie wurde für die Schrift entwickelt und 1959 wurde in Liberia eine Vereinigung für die Förderung der Schrift gegründet. Heute wird sie allerdings nicht mehr gebraucht und wird zu den ausgestorbenen Schriftsystemen gezählt.
Die Schrift hatte einen Bezug zu den Schriftsystemen benachbarter Völker, die in der Vergangenheit gebraucht wurden. Dennoch ist die Vah-Schrift eine alphabetische Schrift: Sie besteht aus 30 Konsonanten, sieben Vokalen und fünf Tonstufen, die aus Punkten und Linien in jedem Vokal eingefügt werden.

## Unicode
Im Juni 2014 wurde die Schrift im Standard Unicode 7.0 als Unicodeblock Bassa Vah (U+16A70–U+16AFF) aufgenommen.

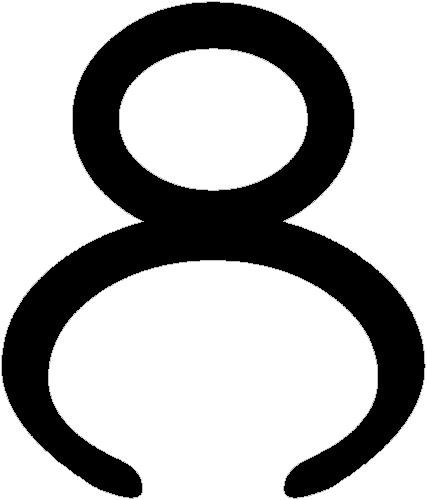
Tawh in Bassa-Schrift

## Buchstaben

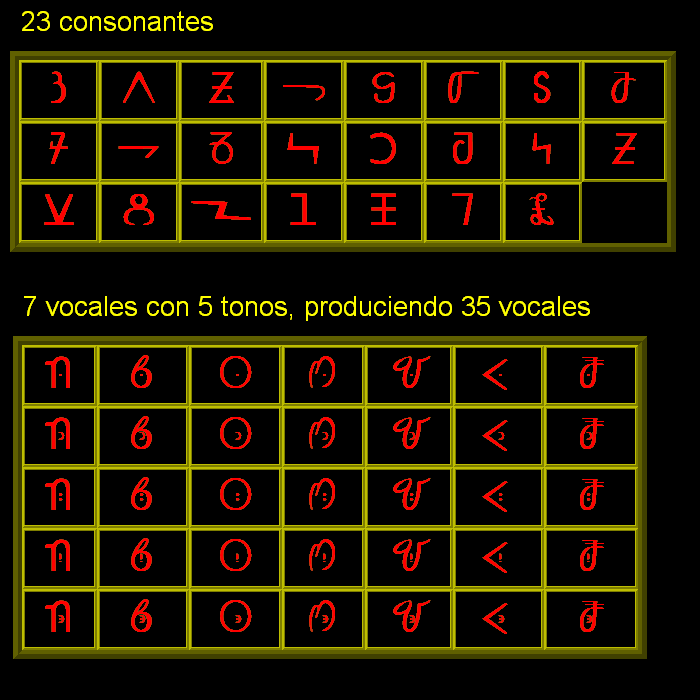
Die Schriftsprache Bassa Vah

| IPA      | Latein | Bassa Vah | IPA  | Latein | Bassa Vah | IPA       | Latein | Bassa Vah |
| -------- | ------ | --------- | ---- | ------ | --------- | --------- | ------ | --------- |
| [a]      | A/a    | 𖫧         | [g]  | G/g    | 𖫖         | [ɔ]       | Ɔ/ɔ    | 𖫨         |
| [b]      | B/b    | 𖫢         | [ɡ͡b] | Gb/gb  | 𖫝         | [o]       | O/o    | 𖫩         |
| [ɓ]/[mᵇ] | Ɓ/ɓ    | 𖫔         | [ŋ͡m] | Gm/gm  | 𖫔         | [p]       | P/p    | 𖫥         |
| [c]      | C/c    | 𖫟         | [h]  | H/h    | 𖫤         | [s]       | S/s    | 𖫒         |
| [d]      | D/d    | 𖫗         | [hʷ] | Hw/hw  | 𖫠         | [t]       | T/t    | 𖫡         |
| [ɖ]/[ɺ]  | Đ/ɖ    | 𖫦         | [i]  | I/i    | 𖫭         | [u]       | U/u    | 𖫪         |
| [dʲ]/[ɲ] | Dy/dy  | 𖫕         | [ɟ]  | J/j    | 𖫙         | [v]       | V/v    | 𖫣         |
| [e]      | E/e    | 𖫫         | [k]  | K/k    | 𖫑         | [w]       | W/w    | 𖫛         |
| [ɛ]      | Ɛ/ɛ    | 𖫬         | [k͡p] | Kp/kp  | 𖫘         | [xʷ]/[ħʷ] | Xw/xw  | 𖫚         |
| [f]      | F/f    | 𖫓         | [n]  | N/n    | 𖫐         | [z]       | Z/z    | 𖫜         |

## Töne
Bassa Vah benutzt fünf diakritische Zeichen für die Benennung der Töne.
| IPA | Latein mit a | Vah mit 𖫧 | diakritisch |
| --- | ------------ | --------- | ----------- |
| ˦   | á            | 𖫧𖫰         | 𖫰◌           |
| ˨   | à            | 𖫧𖫱         | 𖫱◌           |
| ˧   | a            | 𖫧𖫲         | 𖫲◌           |
| ˨˧  | ă            | 𖫧𖫳         | 𖫳◌           |
| ˥˩  | â            | 𖫧𖫴         | 𖫴◌           |